# El Golán
El Golán är en ort i Mexiko.   Den ligger i kommunen Tlayacapan och delstaten Morelos, i den sydöstra delen av landet, 60 km söder om huvudstaden Mexico City. El Golán ligger 1 351 meter över havet och antalet invånare är 719.
Terrängen runt El Golán är kuperad norrut, men söderut är den platt. Runt El Golán är det mycket tätbefolkat, med 1 056 invånare per kvadratkilometer. Närmaste större samhälle är Jiutepec, 18,9 km väster om El Golán. Omgivningarna runt El Golán är en mosaik av jordbruksmark och naturlig växtlighet.